# 森川訓行家住宅
森川訓行家住宅（もりかわのりゆきけじゅうたく）は岐阜県瑞浪市大湫町にある江戸時代末期の町屋であり、瑞浪市の産業振興施設である。国の登録有形文化財に登録されている。瑞浪市としての施設名は瑞浪市大湫町旧森川訓行家住宅である。

## 概要
中山道大湫宿の旅籠や問屋を兼ねた住宅である。一族の中でも各々を区別するために「丸森」「マル森」とも呼ばれている。
昭和20年代まで住居として使用され、2014年（平成26年）に所有者から瑞浪市に寄贈された。瑞浪市は大湫宿の観光の拠点となる施設へ整備することとし、2016年（平成28年）11月に修復工事が完了。2017年（平成29年）1月5日に、大湫宿の観光の拠点施設の瑞浪市中山道観光案内所「丸森」として公開されている。
指定管理者制度を導入しており、大湫町コミュニティ推進協議会が管理運営している。

## 建物概要
主屋（国登録有形文化財）
江戸時代末期の建築。詳しい建築年は不明だが、大湫宿は文政9年（1828年）に大火に見舞われており、それ以降の可能性が高いと推測される。切妻造、桟瓦葺、2階建の平入。延床面積226.07 m2、敷地面積421.70 m2。

## 利用案内
- 所在地：岐阜県瑞浪市大湫町445-2
- 開館時間：9:00 - 17:00[5]
- 休館日：年末年始（12月29日 - 1月4日）[5]

## 交通アクセス

### 公共交通機関
- 瑞浪市コミュニティバス「大湫コミュニティセンター」バス停下車、徒歩で約1分。

### 自動車
- 中央自動車道瑞浪ICより車で約25分。

## 周辺施設
- 瑞浪市大湫コミュニティセンター
- 大湫宿本陣跡（瑞浪市立大湫小学校跡）
- おもだか屋 - 交流施設として一部開放している旧家
- 大湫神明神社の大スギ
- 白山神社
- 森川善章家住宅主屋 - 国登録有形文化財